# Mitchells Island
Mitchells Island är en ö i Australien. Den ligger i delstaten New South Wales, i den sydöstra delen av landet, omkring 250 kilometer nordost om delstatshuvudstaden Sydney. Arean är 28,0 kvadratkilometer. Den sträcker sig 9,1 kilometer i nord-sydlig riktning, och 8,8 kilometer i öst-västlig riktning. Genomsnittlig årsnederbörd är 1 825 millimeter. Den regnigaste månaden är februari, med i genomsnitt 359 mm nederbörd, och den torraste är oktober, med 41 mm nederbörd.